# 55 Cancri
Copernic
« 55 Cancri B » redirige ici. Ne pas confondre avec 55 Cancri b.
Désignations
55 Cancri (55 Cnc), aussi nommée Rho1 Cancri, est une étoile binaire située à une distance d'environ ∼ 40 a.l. (∼ 12,3 pc) du Soleil, dans la direction de la constellation zodiacale du Cancer. Ce système binaire est composé d'une naine jaune, 55 Cancri A (aussi nommée Copernic depuis décembre 2015), de type spectral G8V et semblable au Soleil, et d'une naine rouge, 55 Cancri B, de type spectral M3.5-4V, séparées par plus de 1 000 UA.
Depuis 2007, cinq exoplanètes ont été découvertes en orbite autour de 55 Cancri A. Trois de ces planètes sont des géantes gazeuses ayant une masse comparable à celle de Jupiter, tandis que la planète la plus proche de 55 Cancri A a une masse semblable à celle de Neptune et transite devant l'étoile. Le système planétaire de 55 Cancri est le premier système dans lequel cinq planètes ont été identifiées, devant celui de Mu Arae où seules quatre planètes ont été détectées.
55 Cancri A est la 63e étoile répertoriée parmi une liste de 100 étoiles que la NASA comptait étudier en priorité dans le cadre du programme Terrestrial Planet Finder (en français Découverte de planètes telluriques), aujourd'hui annulé.

## Distance et visibilité
Le système de 55 Cancri est situé à une distance relativement proche du Système solaire : le satellite Hipparcos, lancé par l'Agence spatiale européenne et dédié à l'astrométrie, mesura la parallaxe de 55 Cancri A, l'estimant à 79,80 milliarcsecondes. Cela correspond à une distance de 12,5 parsecs. L'étoile 55 Cancri A a une magnitude apparente de +5,95. De ce fait, elle est visible grâce à des jumelles. À l'œil nu, on peut la distinguer lorsque le ciel est très sombre. Par contre, la naine rouge 55 Cancri B est seulement visible avec un télescope.

## L'étoile binaire
- 55 Cancri A est une naine jaune de la séquence principale dont le type spectral est G8V. Sa masse est similaire à celle du Soleil, mais elle est plus froide et moins lumineuse. Cette étoile est répertoriée comme rare car elle est très riche en métaux. Sa teneur en fer est égale à 186 % de celle du Soleil[4]. Il est difficile d'estimer l'âge et la masse de cette étoile, à cause de cette abondance de métal. En effet, ces étoiles riches en métaux sont rares dans l'univers, il est de ce fait difficile de faire des comparaisons fiables avec d'autres astres. Une estimation fut toutefois réalisée en étudiant l'activité chromosphérique : on estime l'âge de 55 Cancri A à environ 5,5 milliards d'années[5].

- 55 Cancri B est une naine rouge située à une distance estimée à 1 065 UA de l'étoile principale[6], elle est bien moins massive et lumineuse que le Soleil. On présuppose que cette étoile pourrait être une étoile double, mais sans en avoir de certitudes[7].

## Système planétaire

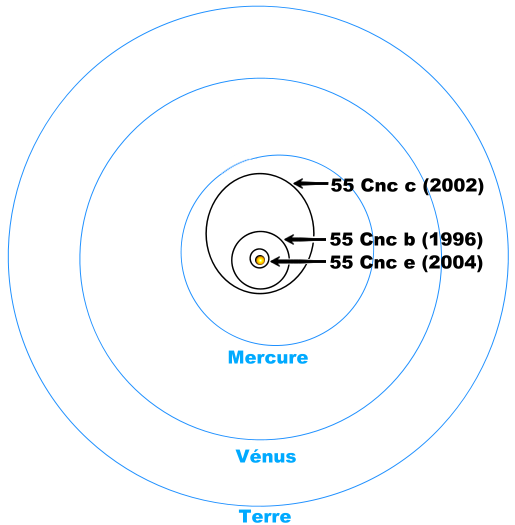
Comparaison des orbites des planètes internes de 55 Cancri (en noir) avec celles du système solaire. Entre parenthèses, la date de découverte de la planète. 55 Cancri d (découverte en 2002) n'est pas représentée ici.

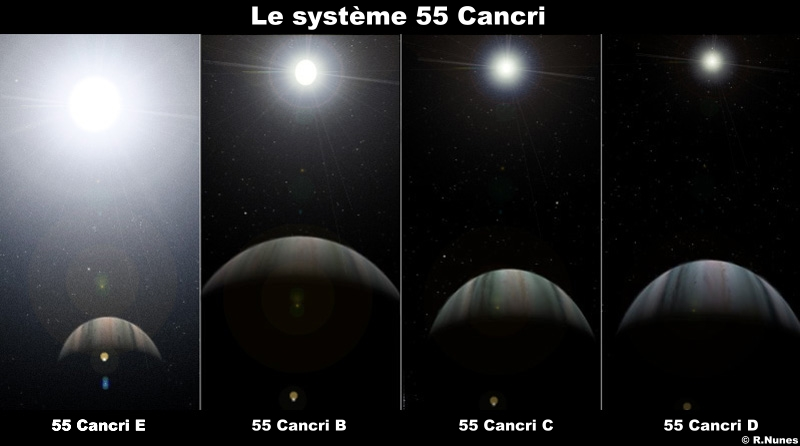
Vue d'artiste des différents planètes du système de 55 Cancri.

En 1996, on découvrit une planète en orbite autour de 55 Cancri A, similaire à celle détectée peu auparavant dans le système 51 Pegasi. En même temps, on annonça la découverte de deux autres planètes autour de deux autres systèmes planétaires (autour des étoiles τ Bootis et υ Andromedae). La planète fut détectée en mesurant la vitesse radiale, dont la périodicité de 14,7 jours correspondait à une planète ayant une masse équivalente à 78 % de celle de Jupiter. Cette planète fut nommée 55 Cancri b, mais pour la distinguer de la naine rouge 55 Cancri B, on l'appelle aussi 55 Cancri Ab. Les mesures de vitesse radiale effectuées pour cette planète montraient un décalage inexplicable. Seule l'influence gravitationnelle d'un objet plus distant pouvait expliquer cet écart.
En 1998, on annonça la découverte probable d'un possible disque de poussière autour de 55 Cancri A. On estima le rayon du disque de poussière à 40 UA au minimum, il équivaut à la ceinture de Kuiper du système solaire. Son inclinaison est de 25° sur le plan du ciel. Malgré tout, cette découverte ne put être vérifiée, et on la jugea même erronée. En effet, on attribua cette observation aux radiations cosmiques.
En 2002, après de nombreuses mesures de vitesse radiale, les chercheurs furent en mesure d'annoncer la découverte d'une nouvelle planète, 55 Cancri d, à une distance approximative de 5 unités astronomiques. À cette époque, on pensait que l'excentricité de l'orbite était très faible (inférieure à 0,1), mais cette valeur fut revue à la hausse à la suite d'observations supplémentaires. Même en prenant en compte ces deux premières planètes, une périodicité de 43 jours subsistait, peut-être à cause d'une troisième planète. On émit l'hypothèse que ce signal était causé par l'activité stellaire. La troisième planète supposée fut nommée 55 Cancri c.
En 2004 la découverte d'une planète de la masse de Neptune, désignée sous le nom de 55 Cancri e fut officialisée. Elle bouclait une orbite autour de son étoile en 2,8 jours. Cette planète pouvait être une géante gazeuse de petite taille, ou une très grande planète tellurique. Les observations effectuées pour découvrir 55 Cancri e confirment l'existence de 55 Cancri c. En outre, les données astrométriques réalisées par le télescope spatial Hubble nous ont permis d'estimer l'inclinaison de l'orbite de cette planète externe : 53° sur le plan du ciel. En partant du postulat que le système est coplanaire, cela signifie que les masses réelles des planètes sont 25 % plus importantes que prévu (les hypothèses basses formulées jusqu'alors utilisaient la méthode de vitesse radiale).
En 2005, l'existence d'une hypothétique planète e fut remise en cause par Jack Wisdom, après un réexamen minutieux des données. Selon lui, en lieu et place d'une planète qui bouclerait son orbite en 2,8 jours, il y aurait une planète d'une masse similaire à Neptune, sur une orbite de 261 jours (soit 0,77 UA en termes de distance). L'hypothèse de ce chercheur a été confirmée en 2007 mais toutefois sans remettre en cause l'existence de 55 Cancri e.
En juin 2007, la NASA a annoncé en effet la découverte d'une cinquième exoplanète en orbite autour de l'étoile 55 Cancri A, dénommée 55 Cancri f. Elle n'a pu être observée directement, mais sa trace a été détectée grâce à l'empreinte gravitationnelle qu'elle laissait sur son étoile. La nouvelle planète est environ 45 fois plus massive que la Terre et orbite en 260 jours autour de son étoile.

« Cette découverte démontre que notre Voie lactée contient des milliards de systèmes planétaires, nombre d'entre eux étant aussi riches que le système solaire. Et nous pensons que nombre de ces systèmes planétaires abritent des corps semblables à la Terre, même si nous ne les avons pas encore trouvés. »

— Geoff Marcy, Université de Berkeley
En 2010, Dawson et son équipe découvrirent que la période orbitale de 2,8 jours de 55 Cancri e n'était qu'un artefact dû à l’impossibilité d'observer l'étoile de jour et lorsqu'elle se trouve derrière l'horizon. Les nouvelles valeurs de la période (17 heures et 46 minutes) et de la masse (8,57 masses terrestres) de 55 Cancri e, proposées par Dawson furent confirmées lors de la détection du transit de la planète devant son étoile, en avril 2011.
Les simulations informatiques suggèrent que le système de 55 Cancri abrite une vaste zone de stabilité (entre les planètes c et d) qui pourrait abriter des planètes supplémentaires. En outre, les modèles informatiques prédisent que des planètes comparables à la Terre sont susceptibles de se former dans l'interstice entre Cancri c et d, même si ces planètes (présentes dans une éventuelle « zone habitable ») sont indétectables avec nos technologies actuelles. Ce système planétaire présente donc un intérêt pour les exobiologistes. Un message radio appelé Cosmic Call 2 fut d'ailleurs transmis vers 55 Cancri le 6 juillet 2003 via l'antenne radar de 70 mètres d'Eupatoria. Le message radio arrivera en mai 2044.
| Planète  | Masse (MJ)    | Demi-grand axe (UA) | Période orbitale (d) | Excentricité  |
| -------- | ------------- | ------------------- | -------------------- | ------------- |
| 55 Cnc e | 0,027         | 0,016               | 0,74                 | 0,17 ± 0,04   |
| 55 Cnc b | ≥ 0,83        | 0,11                | 14,65                | 0,010 ± 0,003 |
| 55 Cnc c | ≥ 0,17        | 0,24                | 44,36                | 0,005 ± 0,003 |
| 55 Cnc f | ≥ 0,16        | 0,78                | 259,8 ± 0,5          | 0,30 ± 0,05   |
| 55 Cnc d | ≥ 3,82 ± 0,04 | 5,74 ± 0,04         | 5 169 ± 53           | 0,014 ± 0,009 |

D'après une étude d'Arcadio Poveda et Patricia Lara et en accord avec la loi de Titius-Bode (relation exponentielle entre les semi-grands axes des planètes), deux planètes supplémentaires pourraient éventuellement s'ajouter au système. Cependant, il ne faut pas oublier que cette loi de Titius-Bode reste empirique et a peu de fondement scientifique.
| Nom         | Révolution (en jours) | Distance (ua) |
| ----------- | --------------------- | ------------- |
| 55 Cancri g | 1 130                 | 2,08          |
| 55 Cancri h | 22 530                | 15,3          |

## Autres désignations
Copernicus est le nom propre de 55 Cancri A qui a été approuvé par l'Union astronomique internationale en décembre 2015 dans le cadre de la campagne NameExoWorlds.
- 55 Cancri : ρ1 Cancri, Gl 324, BD +28°1660, HD 75732
- 55 Cancri A : HR 3522, LHS 2062, LTT 12310, GCTP 2117.00, SAO 80478, LFT 609, HIP 43587
- 55 Cancri B : LHS 2063, LTT 12311, LFT 610

#### Étoile binaire 55 Cancri
- (en) LDS 6219 sur la base de données Simbad du Centre de données astronomiques de Strasbourg.

#### Système planétaire 55 Cancri A

##### Étoile 55 Cancri Aa
- (en) ρ1 Cnc A sur la base de données Simbad du Centre de données astronomiques de Strasbourg.
- (en) 55 Cnc sur la base de données NASA Exoplanet Archive du NASA Exoplanet Science Institute.

##### Planètes
- (en) ρ1 Cnc Ab, ρ1 Cnc Ac, ρ1 Cnc Ad, ρ1 Cnc Ae et ρ1 Cnc Af sur la base de données Simbad du Centre de données astronomiques de Strasbourg.
- (en) 55 Cnc b, 55 Cnc c, 55 Cnc d, 55 Cnc e et 55 Cnc f sur l'Encyclopédie des planètes extrasolaires de l'observatoire de Paris.
- (en) 55 Cnc b, 55 Cnc c, 55 Cnc d, 55 Cnc e et 55 Cnc f sur la base de données NASA Exoplanet Archive du NASA Exoplanet Science Institute.

#### Étoile 55 Cancri B
- (en) ρ1 Cnc B sur la base de données Simbad du Centre de données astronomiques de Strasbourg.

### Autres
- (en) SolStation: 55 Cancri 2
- (en) Représentation du système 55 Cancri sur le site Extrasolar Visions:
- (en) James B. Kaler, « 55 Cancri », sur Stars
- (en) Article annonçant la découverte d'une planète de la taille similaire à celle de Neptune, sur le site de l'Université de Berkeley
- (fr) Présentation de 55 Cancri sur le site Science-Citoyen de l'Université Louis-Pasteur de Strasbourg.
- (fr) Le système planétaire 55 Cancri apparaît dans le roman de science-fiction Markind 55 Cancri : Vaisseau mère. Un satellite Harriot-a (fictif) de la planète 55 Cancri f (Harriot) est cité comme premier endroit où l’humanité établit une colonie.